# Gospels for the Sick
Gospels for the Sick är det första fullängdsalbumet av det norska black metal-bandet Scum. Albumet utgavs september 2005 av skivbolaget DogJob Records.

## Låtförteckning
1. "Protest Life" – 5:16
2. "Gospels for the Sick" – 5:05
3. "Throw Up on You" – 3:15
4. "Night of 1000 Deaths" – 3:45
5. "Truth Won't Be Sold" – 3:37
6. "Hate the Sane" – 4:26
7. "Deathpunkscumfuck" – 2:07
8. "Road to Sufferage" – 4:33
9. "Backstabbers Go to Heaven" – 4:12
10. "The Perfect Mistake" – 5:22

- Text: Casey Chaos
- Musik: Casey Chaos, Cosmocrator, Samoth

## Medverkande
Musiker (Scum-medlemmar)
- Casey Chaos (Karim Chmielinski) – sång
- Samoth (Tomas Thormodsæter Haugen) – gitarr
- Faust (Bård Eithun) – trummor
- Cosmocrator (André Søgnen) – gitarr
- Happy-Tom (Thomas Seltzer) – basgitarr

Bidragande musiker
- Knut "Euroboy" Schreiner – sologitarr (spår 3)
- Nocturno Culto (Ted Arvid Skjellum) – sång (spår 10)
- Mortiis (Håvard Ellefsen) – bakgrundssång

Produktion
- Casey Chaos – producent
- Marius Bodin Larsen – ljudtekniker, ljudmix
- Tom Kvålsvoll – mastering
- Stephen O'Malley – omslagsdesign, omslagskonst, logo
- Sebastian Ludvigsen – foto